# Hedychrum rutilans
Hedychrum rutilans is een vliesvleugelig insect uit de familie van de goudwespen (Chrysididae). De wetenschappelijke naam van de soort is voor het eerst geldig gepubliceerd in 1854 door Dahlbom.

## Afbeeldingen

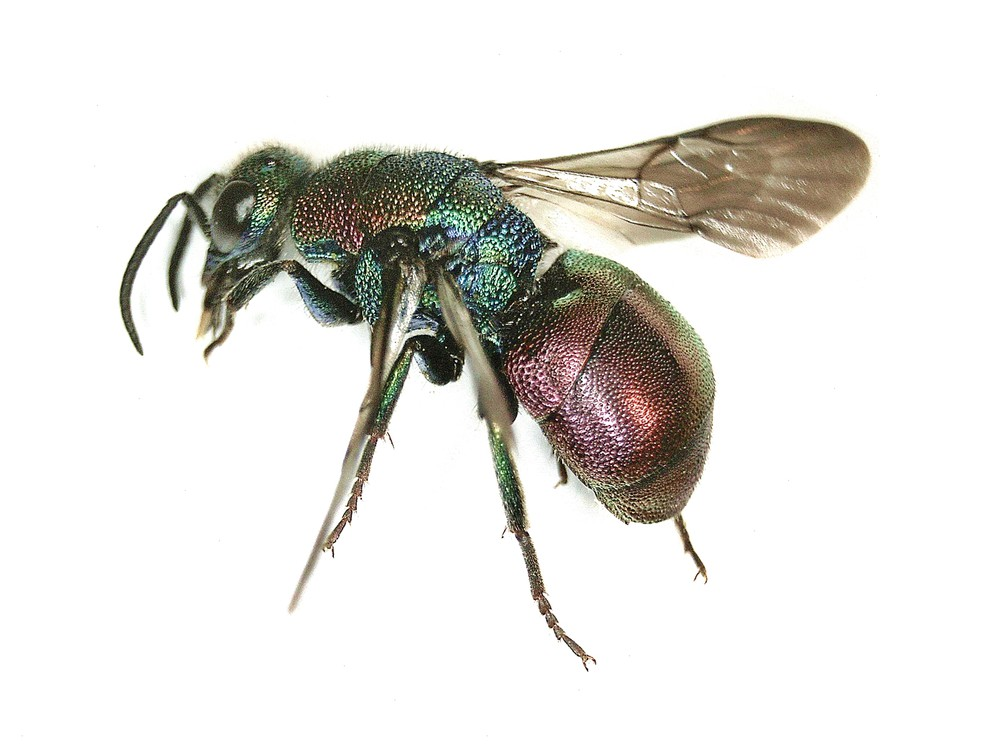
zijkant
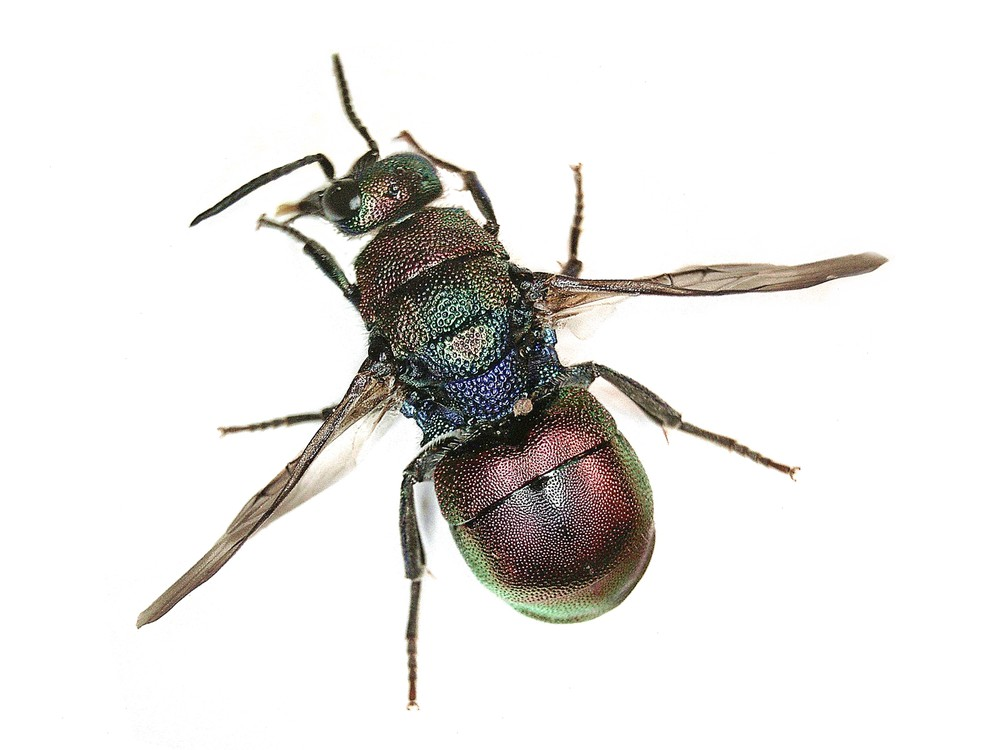
bovenkant
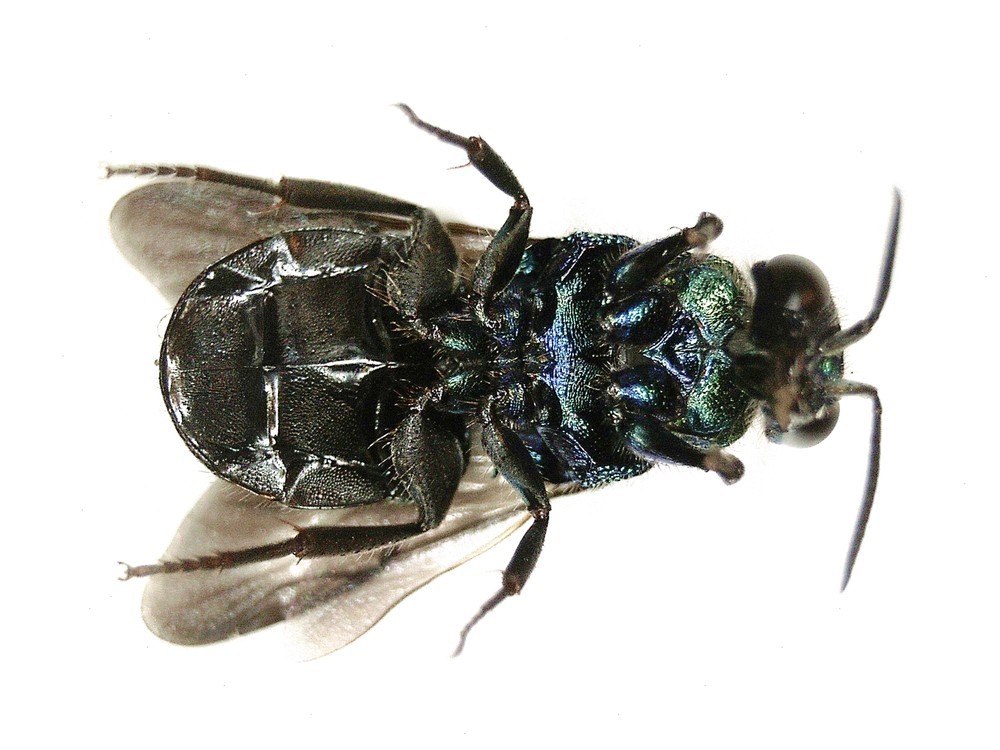
onderkant
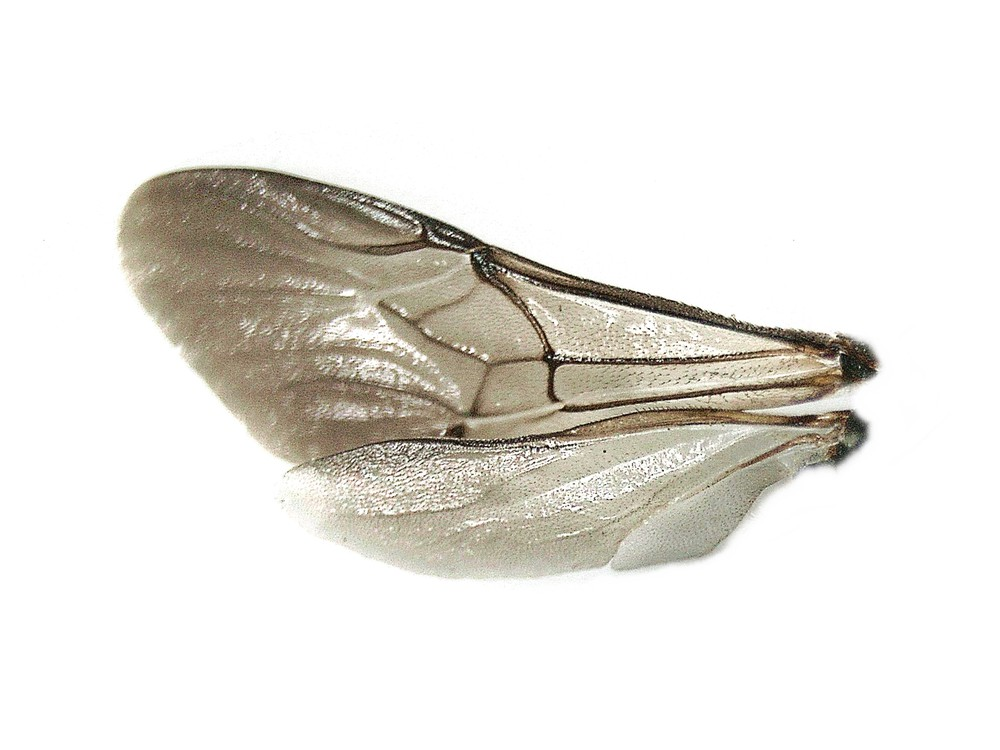
vleugels